# Rete tranviaria di Poznań
La rete tranviaria di Poznań è la rete tranviaria che serve la città polacca di Poznań. Composta da diciotto linee, è gestita da MPK Poznań.